# Tkacz Iluzji (zbiór opowiadań)
Tkacz Iluzji – zbiór opowiadań z gatunku fantasy autorstwa Ewy Białołęckiej, wydany w 1997 roku. Dwa pierwsze opowiadania znajdujące się w tym zbiorze, zatytułowane kolejno Tkacz Iluzji oraz Błękit maga, zostały uhonorowane Nagrodą im. Janusza A. Zajdla w latach kolejno 1994 i 1997.
Przed wydaniem tego zbioru opowiadanie Tkacz Iluzji ukazało się wcześniej w czasopiśmie „Nowa Fantastyka” (nr 8 (143) / 1994). Natomiast opowiadanie Błękit maga ukazało się po raz pierwszy w „Nowej Fantastyce” w numerze 3/1997.
Opowiadania te ukazały się później także w nieco przeredagowanej i rozszerzonej formie w innej książce tej samej autorki pt. Naznaczeni błękitem, która jest pierwszą częścią cyklu Kroniki drugiego kręgu.

## Fabuła

### Tkacz Iluzji
Płowy, mag z kasty Mówców, przygarnia głuchoniemego chłopca o imieniu Kamyk, który potrafi tworzyć iluzje. Jednak po latach wspólnego mieszkania frustracja chłopca z powodu niemożności tworzenia iluzji dźwięku, a co za tym idzie niepełności jego talentu, sprawia, że chłopak decyduje się na wyruszenie w podróż na poszukiwanie maga z kasty Stworzycieli, w nadziei „naprawienia” swojego słuchu. Po znalezieniu odpowiedniego maga Kamyk dowiaduje się, że jest głuchoniemy, ponieważ to jego talent „zjadł mu uszy” i naprawa słuchu nie jest możliwa. Kamyk, zniechęcony, spotyka jednak wkrótce Pożeracza Chmur – młodego smoka, z którym szybko się zaprzyjaźnia i który oferuje mu „pożyczanie” swoich uszu.

### Błękit maga
Pożeracz Chmur po przykrym incydencie odchodzi z domu Płowego i Kamyka. Wraz z końcem zimy Płowy decyduje, że Kamyk powinien stawić się na egzamin Kręgu do Zamku Magów. Jednak po dotarciu na miejsce, w wyniku sprzeczki z Iskrą i przypadkowym zranieniu tego młodego adepta magii, Kamyk ucieka w popłochu, przerażony, że raniąc Iskrę swoim talentem złamał prawo i będzie za to ukarany odebraniem talentu. Ucieka barką do portu, gdzie ponownie spotyka Pożeracza Chmur, który ponownie nie odstępuje go ani na krok. Wkrótce oboje natykają się na miejsce, w którym mieszkają magowie z niepełnymi lub zbyt wielkimi dla nich samych talentami, prowadzone przez maga o imieniu Miedziany. Decydują się osiąść w tym miejscu. Po pewnym czasie jednak ich tajemnica wychodzi na jaw i Kamyk wraz z Pożeraczem Chmur decydują się na powrót do Zamku Magów, gdzie Kamyk w końcu przystępuje do egzaminu, nie ponosząc konsekwencji, których się spodziewał.

### Wyspa Szaleńca
Kamyk wraz z Pożeraczem Chmur wybierają się w rodzinne strony Pożeracza, by odwiedzić jego rodzinę i obejrzeć Liskę, niedawno wyklutą z jajka siostrę Pożeracza. Tam, po ataku syren na Kamyka i uratowaniu przed Łagodną, matkę Pożeracza, dwoje dorosłych smoków odlatuje na polowanie, zostawiając całą trójkę na wyspie, na której mieszkają. Kilka dni później na wyspę przypływa nieznana grupa ludzi, która poszukuje zakopanych skarbów i która schwytuje Liskę. Kamyk rzuca się na pomoc młodemu smokowi, ale zostaje ranny. Z powodu zagrożenia, Kamyk, Pożeracz i Liska są zmuszeni przenieść się na wyspę smoka Szaleńca. Na szczęście, wkrótce przylatują rodzice Pożeracza i zabierają Kamyka do Mówcy o imieniu Słony, który mieszka niedaleko smoczych wysp, by ten uratował mu życie.

### Jaszczur
Rodzina Pożeracza, Kamyk, Słony i jego znajomy smok Nurek wracają na wyspę Jaszczur, w rodzinne strony Słonego. Tam Kamyk spotyka Jagodę, najstarszą córkę Słonego, Obserwatorkę, jedyną znaną kobietę-maga.

### Drugi krąg
Kamyk po kilkumiesięcznym pobycie na Jaszczurze powraca do Zamku Magów, by ukończyć swoją edukację. Jednak z powodów zasad panujących w Zamku młodzi adepci kręgu czują się zniechęceni i lekceważeni przez starszyznę i zastanawiają nad sensem swojej edukacji, co kończy się odejściem części z nich z Zamku.

### Bohaterowie
- Kamyk – główny bohater, jest głuchoniemym Tkaczem Iluzji
- Płowy – przybrany ojciec Kamyka
- Pożeracz Chmur – zaprzyjaźniony z Kamykiem smok
- Nocny Śpiewak – przyjaciel Kamyka z Zamku Magów, Stworzyciel
- Wiatr Na Szczycie – nauczyciel i przyjaciel głównego bohatera, Mistrz Iluzji

### Magowie
W świecie Tkacza iluzji magowie dzielą się pod względem rodzaju talentu:
- Tkacz Iluzji (symbol: „Dłoń”) – kieruje się zmysłami, tworzy iluzje rzeczywistych lub wymyślonych rzeczy, zwierząt, osób czy zjawisk. Bardzo sugestywna iluzja może oddziaływać fizycznie na innych ludzi, na przykład iluzja płomienia może prowadzić do oparzeń.
- Wędrowiec (symbol: „Węzeł”) – zagina przestrzeń, przenosi rzeczy i osoby na różne odległości w zależności od wielkości talentu.
- Strażnik słów (symbol: „Żółw”) – zapamiętuje wszystko co dzieje się wokół niego, ma ponadprzeciętną pamięć, która pozwala mu przekazywać zapamiętane zdarzenia po bardzo długim czasie.
- Mówca (symbol: „Usta”) – potrafi porozumiewać się z ludźmi poprzez wymianę myśli, nie potrzebując do tego mowy werbalnej.
- Stworzyciel (symbol: „Płomień”) – jest „władcą” materii, potrafi bez ograniczeń zmieniać strukturę istniejących już rzeczy oraz nawiązywać kontakt mentalny.
- Obserwator (symbol: „Oko”) – ma możliwość „czytania” ludzkich myśli i wnikania do ich snów, bez możliwości mentalnego kontaktu.
- Iskra (symbol: „Słońce”) – jego talent pozwala na opanowanie ognia i związanej z nim temperatury.
- Wiatromistrz (symbol: „Okręt”) – jego głównym zadaniem jest przepowiadanie pogody oraz ingerencja w jej przebieg, jego wiedza i talent często wykorzystywane są na statkach.
- Bestiar (symbol: „Łapa”) – potrafi „rozmawiać” ze zwierzętami, jest ich najlepszym przyjacielem. Posiada też zdolność „opętania” zwierzęcia, na przykład ptaka w celach szpiegowskich.
- Przewodnik Snów (symbol: „Księżyc”) – jego talent pozwala mu na zobaczenie przyszłości w śnie.

Magów można też podzielić według rangi, którą wyraża znak kręgu na ciele (torsie). Magowie o słabszym talencie mają wytatuowany czarny krąg. Ci silniejsi mają połowę kręgu czarną, a drugą niebieską. Kolor błękitny jest zarezerwowany dla nich, poza znakiem kręgu noszą też szarfę tego koloru.

## Analiza
Według Katarzyny Kaczor, teksty Białołęckiej są zainspirowane Ziemiomorzem Ursuli LeGuin.